# Deutschlandradio
Pour les articles homonymes, voir DLR.
Deutschlandradio (en abrégé : DLR ou DRadio), est un établissement de droit public allemand produisant trois réseaux radiophoniques nationaux : Deutschlandfunk Kultur (radio culturelle), Deutschlandfunk (radio d’informations), Deutschlandfunk Nova (radio de sciences) et une webradio : Dokumente und Debatten.
Elle est basée à Cologne avec quelques divisions à Berlin pour entre autres Deutschlandfunk Kultur. Elle fut dirigée dès sa création en 1994 par l’intendant Ernst Elitz et depuis 2009 par Willi Steul.

## Histoire
Grâce à un traité signé entre les seize Länder de la république fédérale allemande, la DLR a été établie le premier janvier 1994. Ce traité fixe les sièges de l'organisme à Berlin et à Cologne et a pour consigne l'établissement d'un programme à l'échelle nationale. Les membres de la corporation sont la ZDF et les établissements membres de l’ARD.
Une partie de la radio est issue d'une fusion entre diverses stations existant de l'Allemagne divisée, comme c'est notamment le cas avec la radio culturelle DeutschlandRadio Berlin renommée Deutschlandfunk Kultur le 1er mai 2017. Ce dernier provient en fait des anciennes stations RIAS 1, de Berlin-Ouest, et Deutschlandsender Kultur, de Berlin-Est.

## Organisation

### Le fonctionnement
La direction de l'organisme revient à l’intendant qui est élu pour cinq ans par le conseil radiophonique (Hörfunkrat), un conseil interne constitué de représentants de chaque Land et de groupes socialement importants. Ce dernier est en quelque sorte le parlement de la DLR et il exerce un contrôle sur la programmation des ondes.
De plus, afin d'examiner les questions économiques avec l’intendant, il existe un conseil d'administration (Verwaltungsrat) composé de trois représentants des Länder et d'un de l'État. Les organismes membres ARD et ZDF sont également présents avec deux représentants.

### Ensembles musicaux
Deutschlandradio n'a pas d'ensemble propre. Cependant, depuis le 1er janvier 1994, elle est en partenariat avec la Rundfunk Orchester und Chöre GmbH, une société à responsabilité limitée qui gère quatre ensembles, tous destinés majoritairement à la radiodiffusion :
- l’orchestre symphonique de la Radio de Berlin (Rundfunk-Sinfonieorchester Berlin, RSB) ;
- l’orchestre symphonique allemand de Berlin (Deutsches Symphonie-Orchester Berlin, DSO) ;
- le chœur de la Radio de Berlin (Rundfunkchor Berlin) ;
- le chœur de chambre de la RIAS (RIAS Kammerchor).